# Pristimantis inguinalis
Espèce
Synonymes
- Eleutherodactylus inguinalis Parker, 1940

Statut de conservation UICN

 LC  : Préoccupation mineure
Pristimantis inguinalis est une espèce d'amphibiens de la famille des Craugastoridae.

## Répartition
Cette espèce se rencontre entre 50 et 700 m d'altitude :
- au Guyana ;
- au Suriname ;
- en Guyane.

Sa présence est incertaine au Brésil.

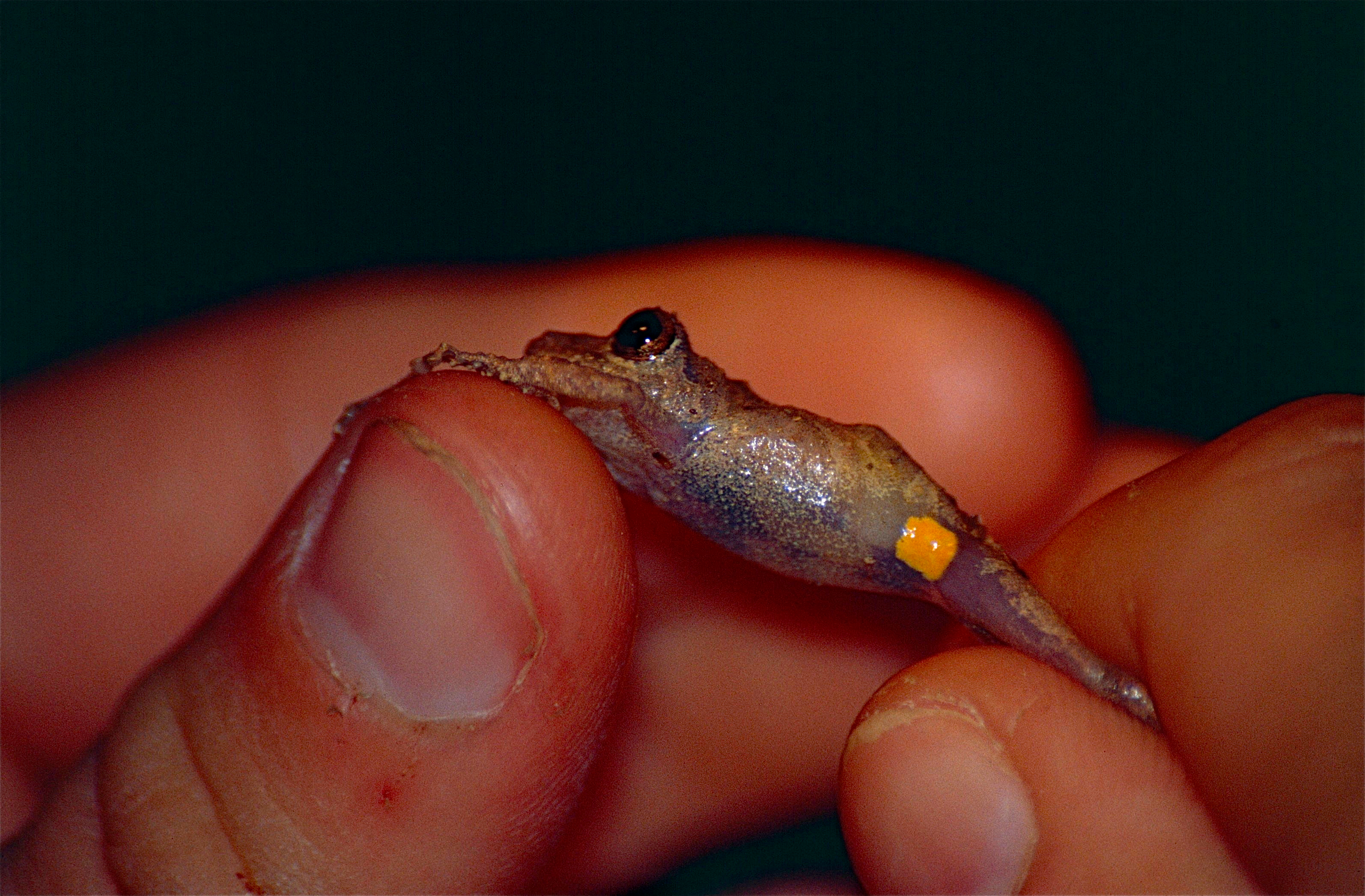

## Publication originale
- Parker, 1940 : Undescribed anatomical structures and new species of reptiles and amphibians. Annals and Magazine of Natural History, sér. 11, vol. 5, p. 257-274.